# Disco Maghreb
"Disco Maghreb" é uma canção do DJ e produtor francês DJ Snake, lançada em 31 de maio de 2022. O nome da música se refere a uma gravadora de mesmo nome com sede em Orã, que produzia músicas de raï na década de 80
DJ Snake disse ter imaginado Disco Maghreb como uma "ponte entre diferentes gerações e origens, conectando o norte da África, o mundo árabe e além", ainda afirmando que a música é uma "carta de amor ao meu povo".
No Spotify, a música possui mais de 6 000 000 reproduções.

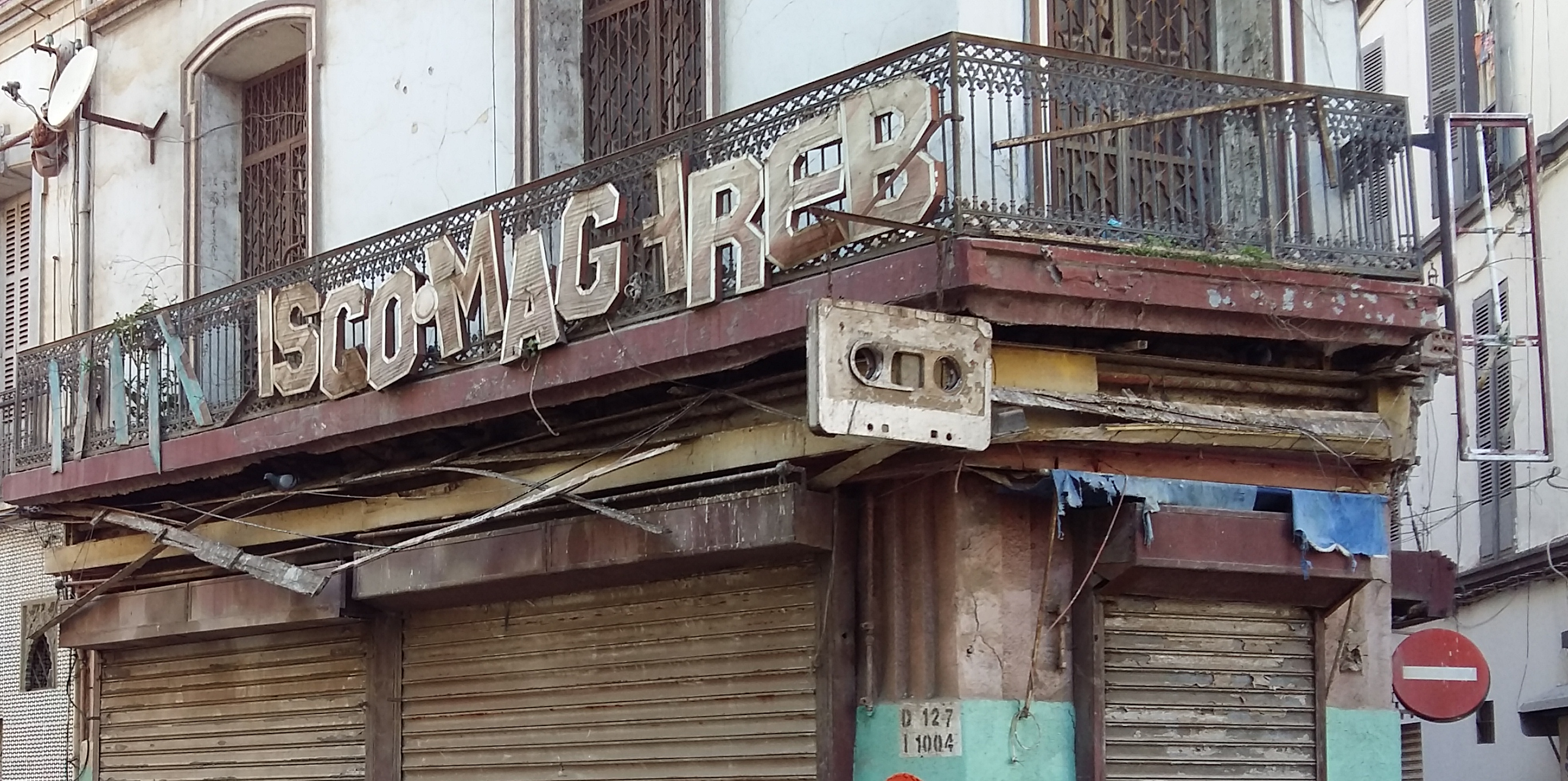
A gravadora "Disco Maghreb", que é referenciada no nome da música e que aparece no início do videoclipe da mesma

## Antecedentes
No dia 23 de maio de 2022, Snake postou uma publicação no Instagram anunciando a música junto de sua data de lançamento, dizendo ser muito especial para ele.[carece de fontes?]
Depois disso, começou a postar imagens e vídeos durante a produção do videoclipe até o lançamento da música, em 31 de maio.

## Videoclipe
Um videoclipe da música foi lançado no canal  do Youtube de Snake, em 31 de maio de 2022, com direção de Elias Belkeddar e com Romain Gavras como produtor executivo. Atualmente, a música possui mais de 50 milhões de visualizações.